# アントン・フィアー
アントン・フィアー（Anton Fier、1956年6月20日 - 2022年9月21日）は、アメリカ合衆国のドラマー、作曲家、バンドリーダーである。オハイオ州クリーブランド生まれ。

## 生涯
フィアーはラウンジ・リザーズとザ・フィーリーズの初期メンバーであった。また、（ジョン・グリーヴスと一緒に）ザ・ロッジに在籍し、ペル・ウブと仕事をし、短期間ザ・ヴォイドイズに在籍、そしてゴールデン・パロミノスを結成した。1978年にペル・ウブが発表した『Datapanik in the Year Zero』というEPは、フィアーに捧げられている。
彼はビル・ラズウェルと広範囲にわたって協力しており、ハスカー・ドゥのギタリスト兼ボーカリストでソングライターのボブ・モールドとツアーやレコーディングを行った。また、1987年のアルバム『INAZUMA SUPER SESSION "Absolute Live!!"』では、ベーシストのジャック・ブルースと日本のギタリストの鈴木賢司と共演した。
フィアーは、1983年にジョン・ゾーンがまとめたアルバム『ロクス・ソルス』で演奏しレコーディングを行った。彼らはゾーンの生誕50歳を祝うライブ・アルバムを録音し、ツァディクから出ている「50th birthday series」の『50th Birthday Celebration Volume 3』として発表された。
フィアーはまた、ギターの名手であるジム・カンピロンゴによる2010年のアルバム『Orange』をプロデュースした。
ゴールデン・パロミノスのメンバーであるシド・ストローは、現在、フィアーがドラムを演奏していないことを2019年10月11日にFacebookに投稿した。

## ディスコグラフィ

### リーダー・アルバム
- 『INAZUMA SUPER SESSION "Absolute Live!!"』 - Inazuma Super Session "Absolute Live!!" (1987年、Epic) ※with ジャック・ブルース、鈴木賢司
- 『ドリームスピード』 - Dreamspeed (1993年、アヴァン)
- Every Silver Lining Has a Cloud (1995年、アイランド) ※ジュリアン・シュナーベル名義 with ビル・ラズウェル
- Dreamspeed/Blindlight 1992–1994 (2003年、ツァディク)